# Comuna Kliukî, Tetiiv
Kliukî (în ucraineană Клюки) este o comună în raionul Tetiiv, regiunea Kiev, Ucraina, formată din satele Hmelivka și Kliukî (reședința).

## Demografie
Componența lingvistică a comunei Kliukî
     Ucraineană (99,36%)
     Alte limbi (0,64%)
Conform recensământului din 2001, majoritatea populației comunei Kliukî era vorbitoare de ucraineană (99,36%), existând în minoritate și vorbitori de alte limbi.